# Pedro León
Pedro León Sánchez Gil (Mula, 24 de novembro de 1986) é um futebolista espanhol que atua como meia. Atualmente, joga pelo Real Murcia.

## Títulos
Real Madrid
- Troféu Santiago Bernabéu: 2010
- Copa do Rei: 2010–11